# Santuario di Ta' Pinu
Il santuario nazionale Ta 'Pinu è una basilica di rito cattolico  situata a Għarb, sull'isola di Gozo. Si tratta del principale luogo di pellegrinaggio per i maltesi.

## Storia e descrizione

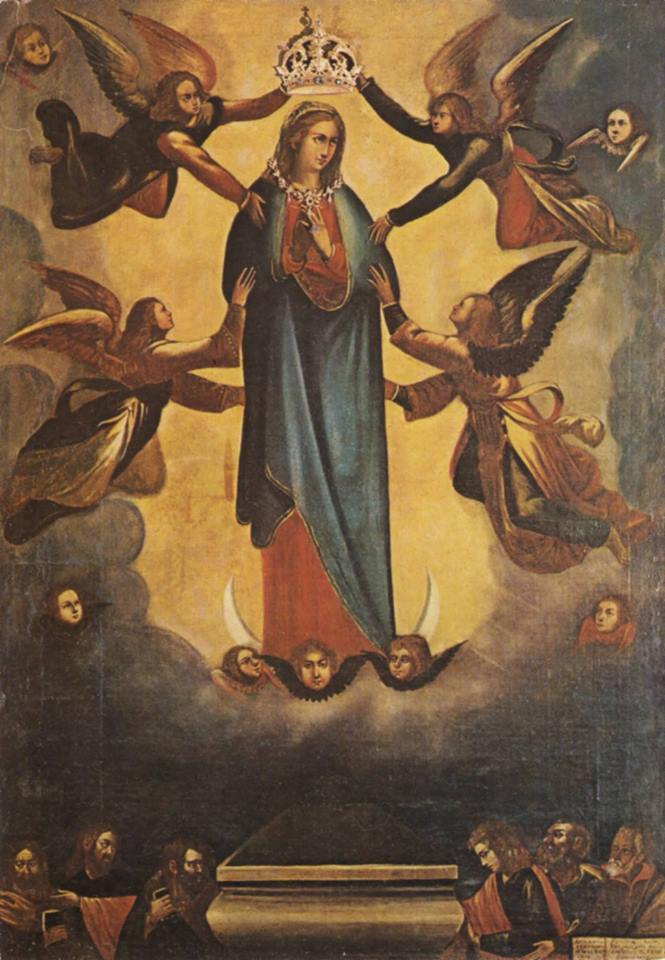
Dipinto dell'Assunzione della Beata Vergine Maria conosciuta come Madonna di Ta' Pinu

Secondo la tradizione, il 22 giugno 1883, una donna chiamata Karmni Grima sentì la voce della Vergine Maria in una vecchia cappella, che oggi è inglobata nel santuario. Dopo questo fenomeno, sull'isola si verificarono molti miracoli e, in segno di gratitudine, gli abitanti della zona decisero di costruire un tempio. I lavori cominciarono nel 1920 e terminarono nel 1931, mentre il santuario venne consacrato l'anno successivo. Nel 1935, dopo la visita di papa Pio XI, il santuario è stato elevato a rango di basilica minore.
La chiesa è in stile gotico a croce latina. La facciata a salienti presenta un rosone e un protiro che si trova sopra l'ingresso principale. Il campanile della chiesa si trova a lato dell'edificio. L'interno è suddiviso in tre navate ed è privo di affreschi e opere importanti. All'interno sono presenti anche molti ex-voto donati dai cittadini.